# Сельдерейный салат

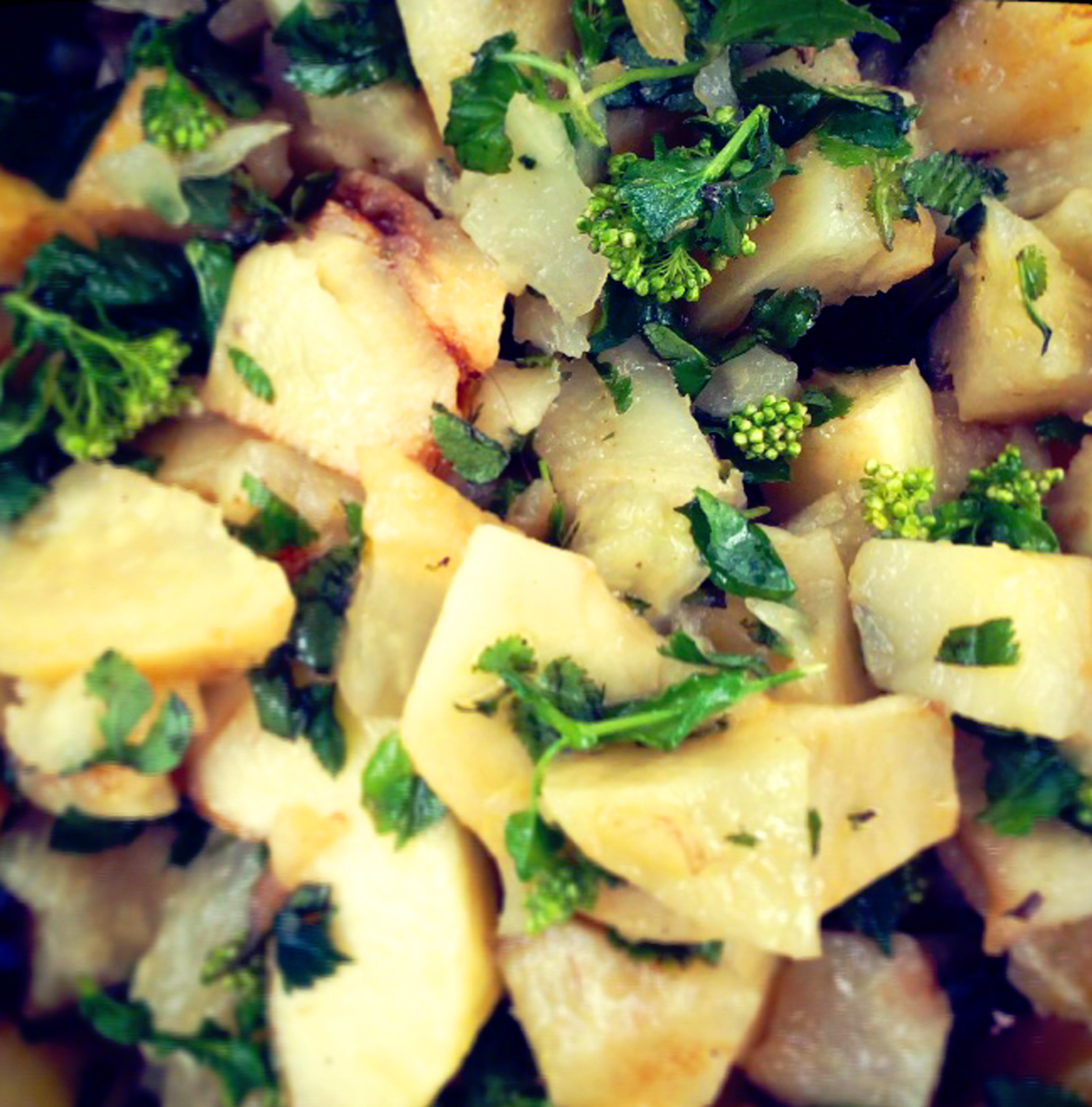
Сельдерейный салат с яблоком и брокколи

Сельдерейный салат — салат в европейской кухне, основным ингредиентом которого является сырой или отварной корень сельдерея. Выступает как закуской, так и гарниром к мясным блюдам, в частности, жареной телятине, утке или мартинскому гусю.
Сельдерейный салат существует в многочисленных рецептах. Отваренный и нарезанный жюльеном корень сельдерея заправляют густыми сливками, лимонным соком, горчицей и солью либо после маринования в оливковом масле с уксусом смешивают с рубленым луком-скородой и листьями зелёного салата. По сведениям Е. И. Молоховец, французы добавляют в такой сельдерейный салат корочку чёрного хлеба, натёртую чесноком. Салаты с сырым корнем сельдерея обычно заправляют майонезом, иногда предварительно маринуют в лимонном соке с солью. В салат с яблоком и репчатым луком сырой корневой сельдерей режут мелкими кубиками.